# Lygrommatoides problematica
Genre
Espèce
Lygrommatoides problematica, unique représentant du genre Lygrommatoides, est une espèce d'araignées aranéomorphes de la famille des Prodidomidae.

## Distribution
Cette espèce est endémique du Japon.

## Description
La femelle holotype mesure 2 mm.

## Systématique et taxinomie
Cette espèce a été décrite par Strand en 1918.
Ce genre a été décrit par Strand en 1918. Il est placé dans les Prodidomidae par Platnick en 1990, dans les Gnaphosidae par Azevedo, Griswold et Santos en 2018 puis dans les Prodidomidae par Azevedo, Bougie, Carboni, Hedin et Ramírez en 2022.

## Publication originale
- Strand, 1918 : « Zur Kenntnis japanischer Spinnen, I und II. » Archiv für Naturgeschichte, sér. A, vol. 82, no 11, p. 73-113 (texte intégral).